# Emmy Rossum
Emmy Rossum (sinh ngày 12 tháng 9 năm 1986) là một nữ diễn viên, ca sĩ và nhạc sĩ người Mỹ. Cô được biết đến chủ yếu với các vai chính trong các bộ phim The Day After Tomorrow, Poseidon và The Phantom of the Opera. Cô còn là một nữ ca sĩ và đã từng phát hành album Inside Out trong đó có bài hát "Slow Me Down" từng được phát hành dưới dạng single và giành vị trí cao trên các bảng xếp hạng âm nhạc.

## Sự nghiệp
| Điện ảnh                   | Điện ảnh                 | Điện ảnh                   | Điện ảnh                                                                        |
| Năm                        | Phim                     | Vai                        | Lưu ý                                                                           |
| -------------------------- | ------------------------ | -------------------------- | ------------------------------------------------------------------------------- |
| 2000                       | Songcatcher              | Deladis Slocumb            | vai phụ                                                                         |
| 2000                       | It Had to Be You         | cô gái trẻ                 | vai nhỏ                                                                         |
| 2001                       | An American Rhapsody     | Sheila (khi 15 tuổi)       | vai nhỏ                                                                         |
| 2001                       | Happy Now                | Nicky Trent / Jenny Thomas | vai phụ                                                                         |
| 2002                       | Passionada               | Vicky Amonte               | vai phụ                                                                         |
| 2003                       | Nola                     | Nola                       | vai chính                                                                       |
| 2003                       | Mystic River             | Katie Markum               | vai nhỏ                                                                         |
| 2004                       | The Day After Tomorrow   | Laura Chapman              | vai phụ                                                                         |
| 2004                       | The Phantom of the Opera | Christine Daae             | vai chính                                                                       |
| 2006                       | Poseidon                 | Jennifer Ramsey            | vai phụ                                                                         |
| 2009                       | Dragonball: Evolution    | Bulma                      | vai phụ                                                                         |
| 2009                       | Dare                     | Alexa Walker               | vai phụ                                                                         |
| Phim truyền hình           |                          |                            |                                                                                 |
| năm                        | tên                      | vai                        | kênh                                                                            |
| 1996                       | Grace & Glorie           | Luanne                     | Columbia Broadcasting Company                                                   |
| 1998                       | Only Love                | Lily                       | Columbia Broadcasting Company                                                   |
| 1999                       | Genius                   | Claire Addison             | Disney Channel                                                                  |
| 2000                       | The Audrey Hepburn Story | Audrey Hepburn trẻ         | American Broadcasting Company                                                   |
| Truyền hình                |                          |                            |                                                                                 |
| năm                        | tên                      | vai                        | lưu ý                                                                           |
| 1998                       | A Will of Their Own      | Sarah trẻ                  | Mini-series                                                                     |
| khách mời trên truyền hình |                          |                            |                                                                                 |
| năm                        | tên                      | vai                        | lưu ý                                                                           |
| 1997                       | Law & Order              | Alison Martin              | "Ritual" (Season 8, Episode 10)                                                 |
| 1999                       | Snoops                   | Caroline Beels             | "Separation Anxiety" (Season 1, Episode 6) "Blood Lines" (Season 1, Episode 11) |
| 1999                       | As the World Turns       | Abigail Williams #1        | "Unknown Episodes"                                                              |
| 2001                       | The Practice             | Allison Ellison            | "The Candidate" (Season 6, Episode 1)                                           |

## Giải thưởng và đề cử

### Đạt giải
| Năm  | Giải                                      | Hạng mục                                                   | Phim                     |
| ---- | ----------------------------------------- | ---------------------------------------------------------- | ------------------------ |
| 2004 | Saturn Award                              | Best Performance by a Younger Actor                        | The Phantom of the Opera |
| 2004 | NBR Award                                 | Best Breakthrough Performance by an Actress                | The Phantom of the Opera |
| 2005 | Broadcast Film Critics Association Awards | Best Young Actress                                         | The Phantom of the Opera |
| 2005 | Young Artist Award                        | Best Performance in a Feature Film - Leading Young Actress | The Phantom of the Opera |

### Đề cử
| Năm  | Giải                               | Hạng mục                                                               | Phim                     |
| ---- | ---------------------------------- | ---------------------------------------------------------------------- | ------------------------ |
| 2000 | Independent Spirit Award           | Best Debut Performance                                                 | Songcatcher              |
| 2000 | Young Artist Award                 | Best Performance in a TV Movie or Pilot - Supporting Young Actress     | Genius                   |
| 2005 | Golden Globe Award                 | Best Performance by an Actress in a Motion Picture - Musical or Comedy | The Phantom of the Opera |
| 2005 | Online Film Critics Society Awards | Best Breakthrough Performance                                          | The Phantom of the Opera |
| 2005 | Satellite Awards                   | Best Actress in a Motion Picture - Musical or Comedy                   | The Phantom of the Opera |
| 2005 | MTV Movie Awards                   | Breakthrough Female                                                    | The Day After Tomorrow   |

## Đĩa hát
- Inside Out (Geffen Records, 2007)
- Carol of the Bells (Geffen Records, 2007)
- TBA (Geffen Records, 2009/2010)